# Køgekredsen
Køgekredsen er fra 2007 en opstillingskreds i Sjællands Storkreds. Kredsen var en opstillingskreds i Roskilde Amtskreds fra 1971 til 2006. I 1920-1970 lå opstillingskredsen i Københavns Amtskreds. Kredsen var en valgkreds i 1849-1920.
Den 8. februar 2005 var der 86.303 stemmeberettigede vælgere i kredsen.

## Valgkreds 1849-1929
Kredsen blev oprettet i 1849 som en af 100 enkeltmandsvalgkredse til Folketinget. Det officielle navn var Københavns Amts 4. Valgkreds. Ved oprettelsen bestod kredsen af følgende områder:
- Køge købstad og tilhørende landsogn
- Ølsemagle Sogn (Ølsemagle Kommune)
- Højelse Sogn (Højelse Kommune)
- Ejby Sogn og Nørre Dalby Sogn (Ejby-Nørre Dalby Kommune)
- Borup Sogn og Kimmerslev Sogn (Borup-Kimmerslev Kommune)
- Ørsted Sogn og Dåstrup Sogn (Ørsted-Dåstrup Kommune)
- Greve Sogn og Kildebrønde Sogn (Greve-Kildebrønde Kommune)
- Snoldelev Sogn og Tune Sogn (Snoldelev-Tune Kommune, adskilt i Snoldelev Kommune og Tune Kommune i 1905)
- Karlslunde Sogn og Karlstrup Sogn (Karlslunde-Karlstrup Kommune)
- Havdrup Sogn og Solrød Sogn (Havdrup-Solrød Kommune)
- Reerslev Sogn og Vindinge Sogn (Reerslev-Vindinge Kommune)
- Jersie Sogn og Skensved Sogn (Jersie-Skensved Kommune)
- Torslunde Sogn og Ishøj Sogn (Torslund-Ishøj Kommune)

Valgkredsens valgsted var i Køge.
I 1895 skiftede Køgekredsens officielle navn til Københavns Amts 6. Valgkreds, da der blev oprettet 2 nye valgkredse i Københavns Amt.
Køgekredsen blev ændret i 1918. Kommunerne Ejby-Dalby, Borup-Kimmerslev, Ørsted-Dåsted, Snoldelev, Tune og Reerslev-Vindinge blev overflyttet til Lejrekredsen. Til gengæld blev Køgekredsen udvidet med Hvidovre Kommune, Glostrup Kommune og Brøndbyerne Kommune som tidligere havde tilhørt Valbykredsen, og med Rødovre Kommune som tidligere havde tilhørt Frederiksberg II-kredsen, samt med Vallensbæk Kommune, Høje Taastrup Kommune og Herstederne Kommune som tidligere havde tilhørt Roskildekredsen. Efter ændringen af valgkredse i 1918 var kredsens officielle navn igen Københavns Amts 4. Valgkreds.

### Folketingsmedlemmer valgt i Køgekredsen
Kildehenvisningerne i parentes henviser til bind og sidetal i værket Rigsdagens medlemmer gennem hundrede aar 1848-1948
- A.F. Krieger 4. december 1849 — 4. august 1852 (I, s. 307-308)
- P. Hansen 4. august 1852 — 1. december 1854 (I, s. 203)
- Niels Lind 1. december 1854 — 14. juni 1855 (II, s. 20)
- Frederik Moltke 14. juni 1855 — 14. juni 1858 (II, s. 53)
- Knud Pedersen 14. juni 1858 — 22. september 1869 (II, s. 119-120)
- Chr. Hansen 22. september 1869 — 14. november 1873 (I, s. 180-181)
- Knud Pedersen (igen) 14. november 1873 — 6. februar 1876 (døde i embedet) (II, s. 119-120)
- Viggo Hørup 10. marts 1876 — 20. april 1892 (suppleringsvalg) (I, s. 230-231)
- P.A. Alberti 20. april 1892 — 8. september 1908 (nedlagde mandatet) (I, s. 6-7)
- Niels Bransager 1908 — 1910 (radikal). redaktør
- Mads Larsen 20. maj 1910 — 21. april 1920 (radikal) (II, s. 8)

## Kommuner og valgsteder i 2005
Kredsen rummede i 2005 flg. kommuner og valgsteder:
1. Greve Kommune
  1. Forsamlingshuset,Godthåb
  2. Gersagerskolen
  3. Hedelyskolen
  4. Holmeagerskolen
  5. Hundigeskolen
  6. Karlslunde Skole
  7. Karlslundehallerne
  8. Krogårdskolen
  9. Mosedeskolen
  10. Tjørnelyskolen
  11. Tune Hallerne
2. Køge Kommune
  1. Alkestrup
  2. Hastrup
  3. Herfølge
  4. Herfølge – Syd
  5. Højelse / Lille Skensved
  6. Køge By – Midt
  7. Køge By – Nord
  8. Køge By – Vest
  9. Lellinge
  10. Ølby
  11. Ølsemagle
3. Solrød Kommune
  1. Det Nordlige Strandområde
  2. Det Sydlige Strandområde
  3. Havdrup
  4. Jersie
  5. Solrød
4. Vallø Kommune
  1. Hårlevhallen
  2. Strøbyhallen

## Folketingskandidater pr. 25/11-2018
| Liste | Parti                       | Kandidat | Bemærk                                                          |
| ----- | --------------------------- | --- | --------------------------------------------------------------- |
| A     | Socialdemokratiet           | Henrik Sass Larsen |                                                                 |
| B     | Radikale Venstre            | Peter Erkmann |                                                                 |
| C     | Det Konservative Folkeparti | Christian Wedell-Neergaard |                                                                 |
| D     | Nye Borgerlige              | Martin Knudsen |                                                                 |
| F     | Socialistisk Folkeparti     | |                                                                 |
| I     | Liberal Alliance            | |                                                                 |
| O     | Dansk Folkeparti            | Liselott Blixt |                                                                 |
| V     | Venstre                     | Lars Løkke Rasmussen |                                                                 |
| Ø     | Enhedslisten                | Rosa Rikke Wittrup |                                                                 |
| Å     | Alternativet                | Rasmus Nordqvist, Sascha Faxe, Peter Kjær Hansen, Carsten Bering, Joan Gerti Kragh, Lars Birger Nielsen, Claus Jansson, Kristian Gylling, Kirsten Kock, Anne Grete Kamilles, Ulla Munksgaard | Er opstillet i samtlige opstillingskredse i Sjællands Storkreds |